# Osserain-Rivareyte
Osserain-Rivareyte é uma comuna francesa na região administrativa da Nova Aquitânia, no departamento dos Pirenéus Atlânticos. Estende-se por uma área de 6,49 km². Em 2010 a comuna tinha 222 habitantes (densidade: 34,2 hab./km²).